# Minicomboio da Caparica
O minicomboio da Caparica é uma ferrovia turística que liga a praia da Costa de Caparica à da Fonte da Telha, ao longo de um trajecto de 9 km, com quatro estações e 15 apeadeiros, na costa atlântica do concelho de Almada, Portugal. É operado pela empresa TRANSPRAIA - Transportes Recreativos da Praia do Sol, L.da oferecendo o seu serviço durante a época balnear, das 09:00 às 20:00 de junho a setembro. A empresa emprega, em regime sazonal, oito funcionários — valor que chegou a ser o dobro no período anterior a 2007.

## Características
A bitola do trilho, montada no sistema Decauville, é de 600 mm (recorde de via estreita de utilização normal em Portugal, ex aequo com o Comboio da Praia do Barril), sendo de via única ao longo do percurso, com duplicações para cruzamento e manobras. As composições, puxadas por locomotiva a gasóleo, são tipicamente constituídas por quatro vagões abertos de tipo imperial, cada um com oito bancos corridos de três lugares e acesso aberto aos estribos laterais exteriores. Existem também vagões de serviço, de caixa aberta .

## História
Após a fundação da TRANSPRAIA - Transportes Recreativos da Praia do Sol, L.da, por iniciativa de dois industriais da região — Canas Cardim  e Casimiro Pinto, o serviço foi inaugurado em 29 de junho de 1960. Foi o primeiro acesso às praias mais remotas disponível a banhistas mesmo na primeira fase, restrita ao curto troço inicial Caparica-Riviera, inferior a 4 km.
O projeto original previa um trajeto superior a 20 km, prolongando-se para sul a partir da Fonte da Telha, passando a barra da Lagoa de Albufeira, e chegando às praias próximas do Cabo Espichel. Tal acrescentamento fora já abandonado aquando da inauguração do segundo troço, Riviera-Telha, em 20 de julho de 1963.
O terminal norte, à Rua dos Pescadores, no centro da Costa de Caparica (“Praia do Barbas”), foi eliminado do trajecto em 2007, na sequência das obras do Programa Polis que levaram à demolição de cerca de um quilómetro de linha; a esta deslocação seguiu-se a redução do número de passageiros em 60% no Verão de 2007 e à perda dos contratos publicitários sobre reclames na libré do material circulante — levando a administração da Transpraia a considerar a suspensão do serviço para 2008, o que acabou por não se verificar apesar de o troço demolido não ter sido reposto. No final da época balnear de 2012, em vista de um total de menos de 30 mil passageiros (comparado com uma média de 150 mil apenas em agosto, no período anterior a 2007), a Transpraia, na pessoa de António Pinto da Silva, administrador e filho de Casimiro Pinto, co-fundador e primeiro administrador da empresa , voltou a considerar o encerramento do serviço no Verão do ano seguinte.

## Galeria

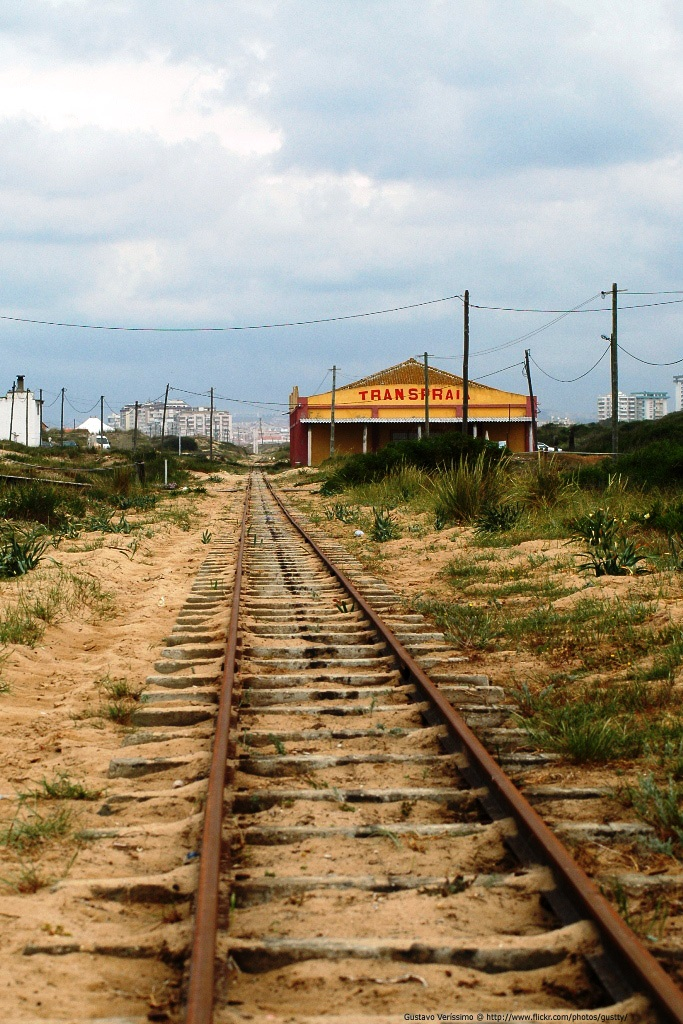
Aspecto do trilho.
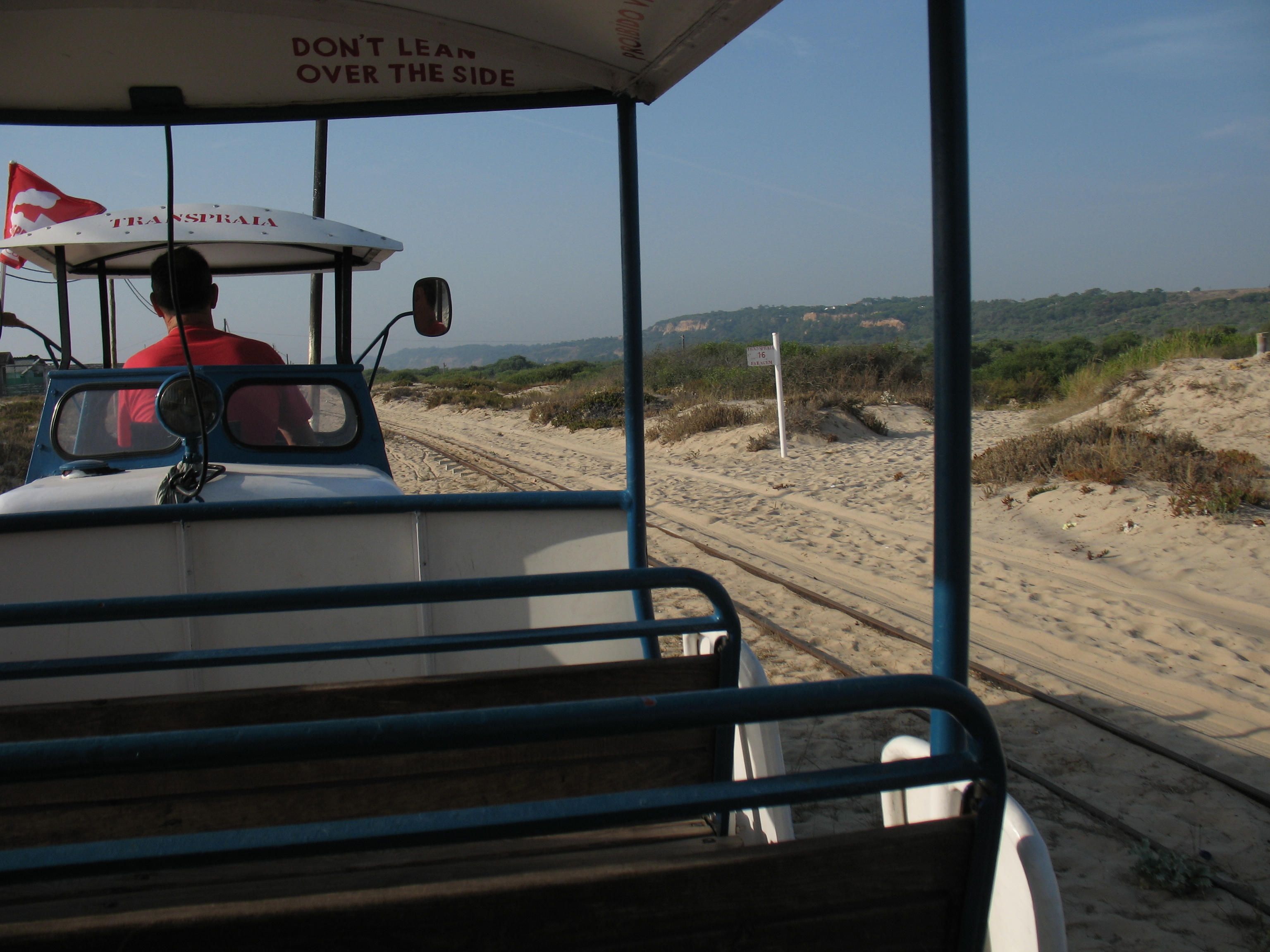
Passando numa paragem com via dupla.
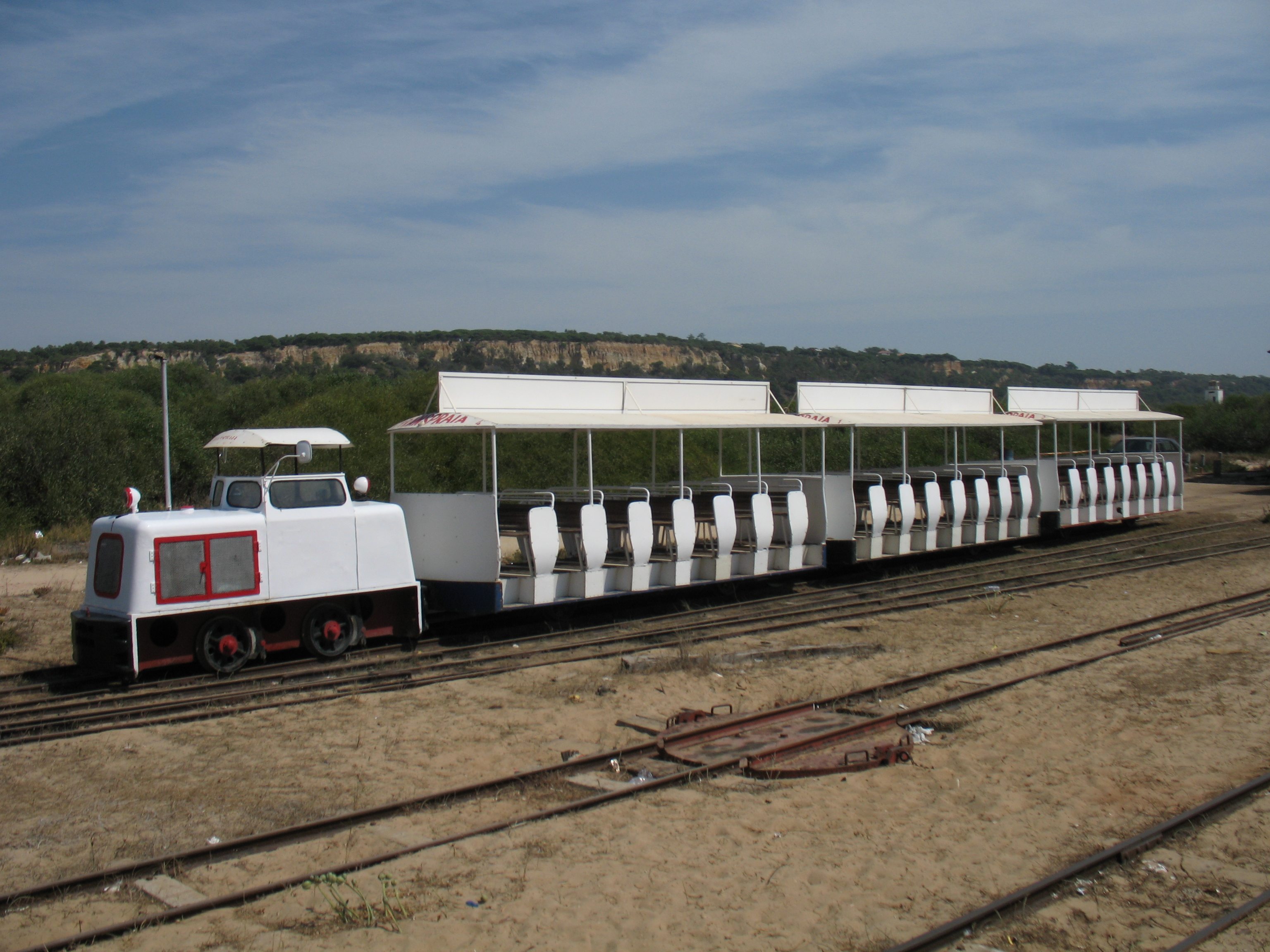
Composição alinhada.
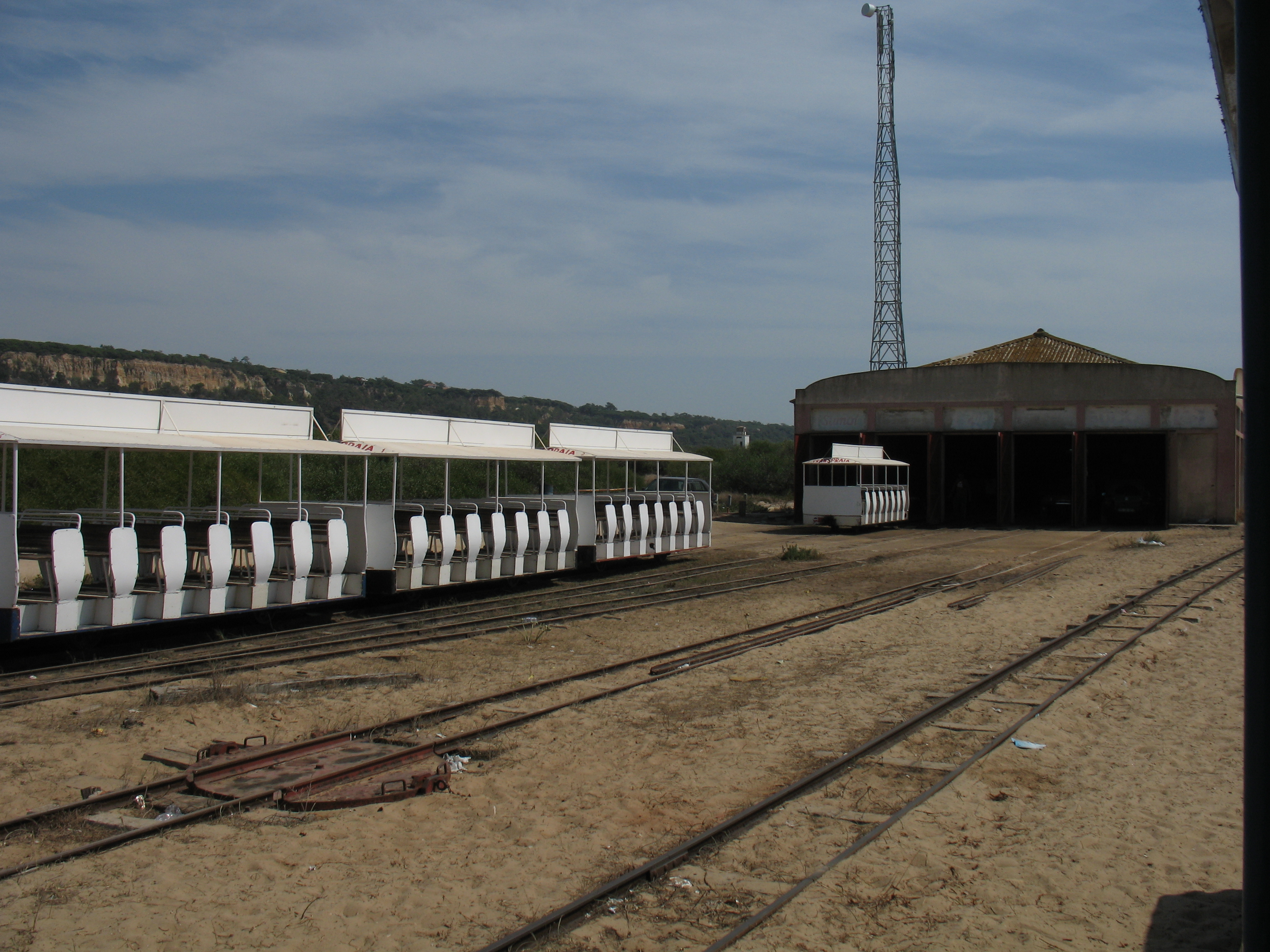
Cocheira e composição alinhada.
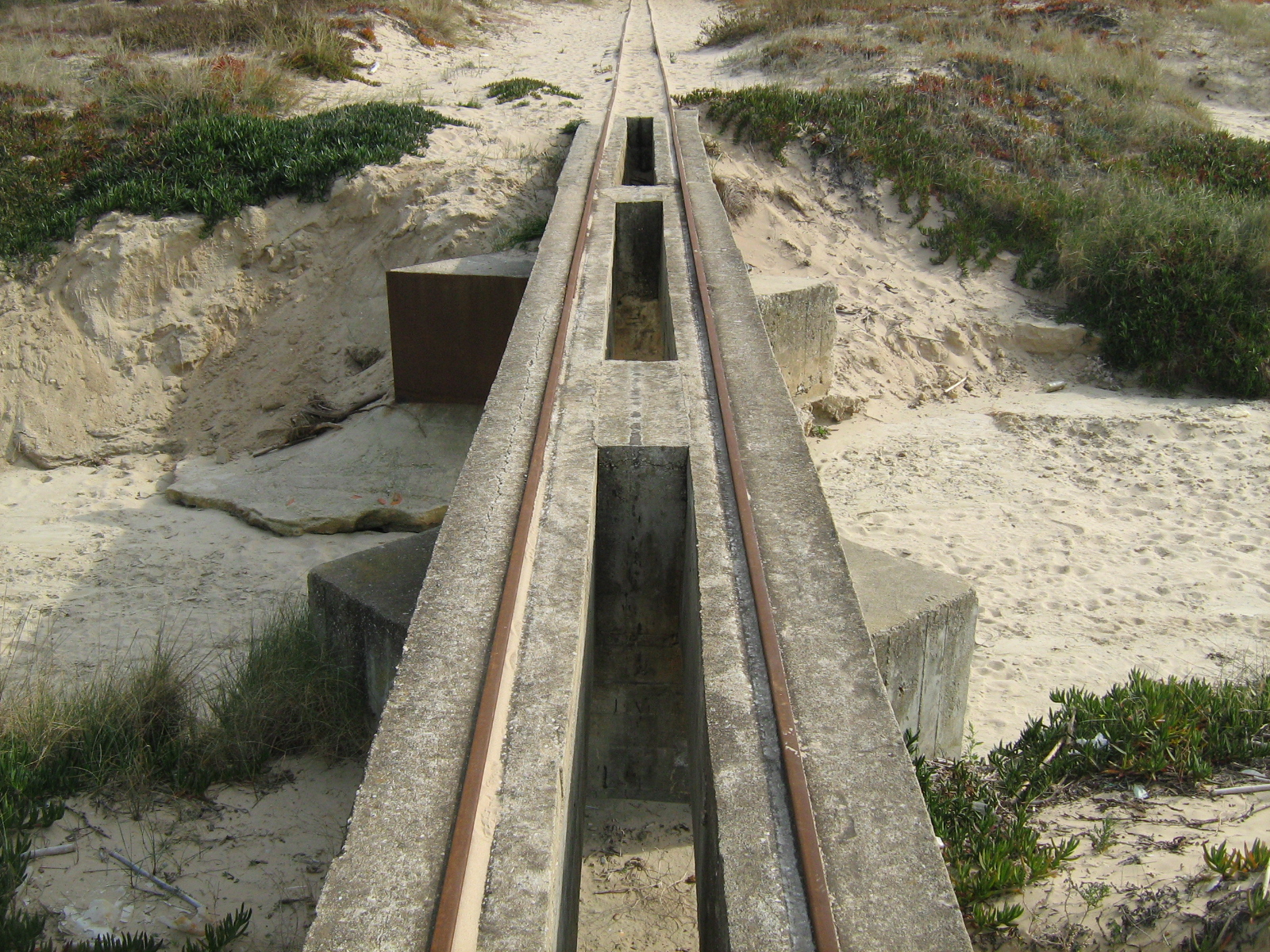
Linha Decauville na ponte do Foz do Rego
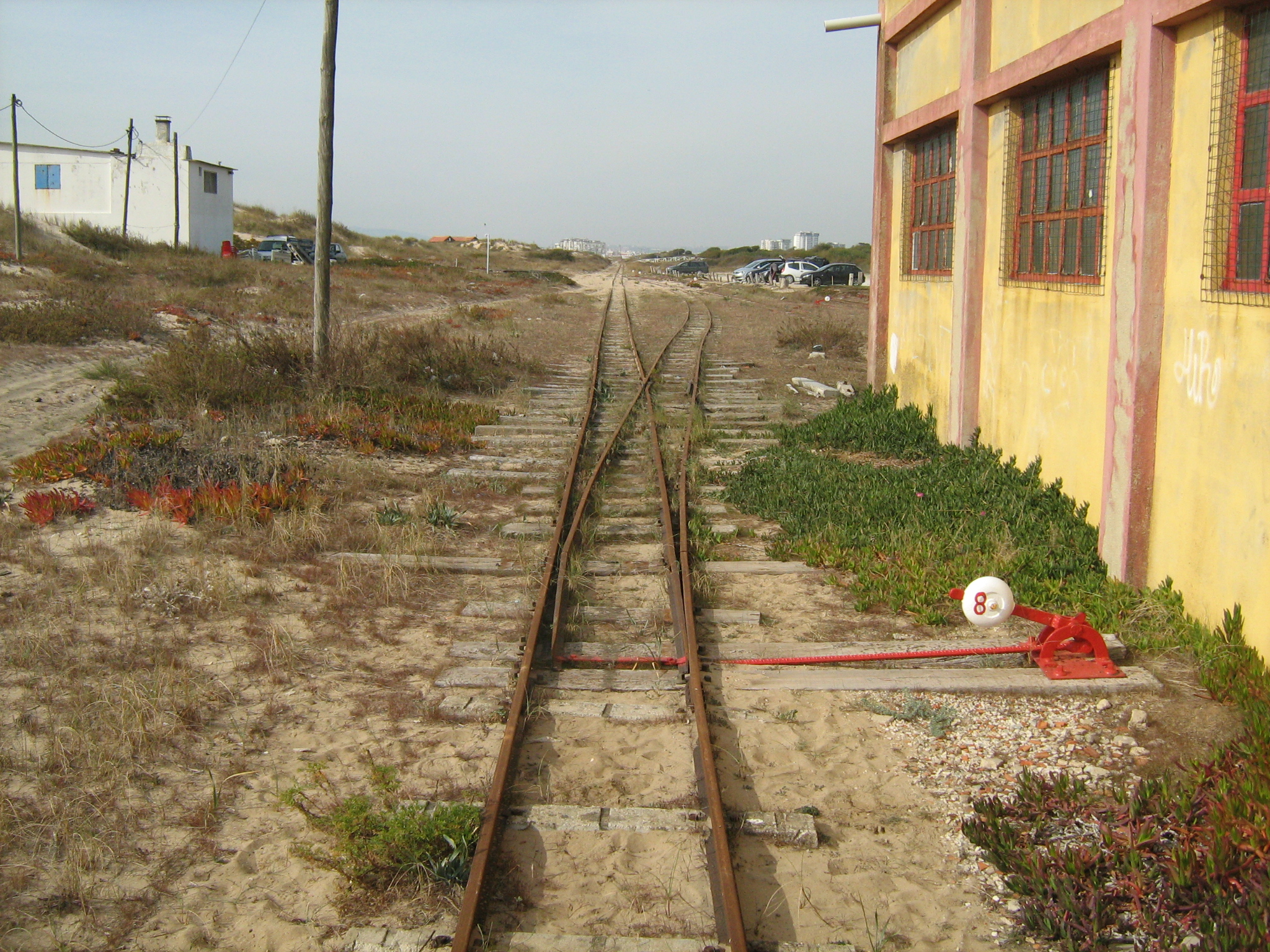
Entroncamento na Foz do Rego
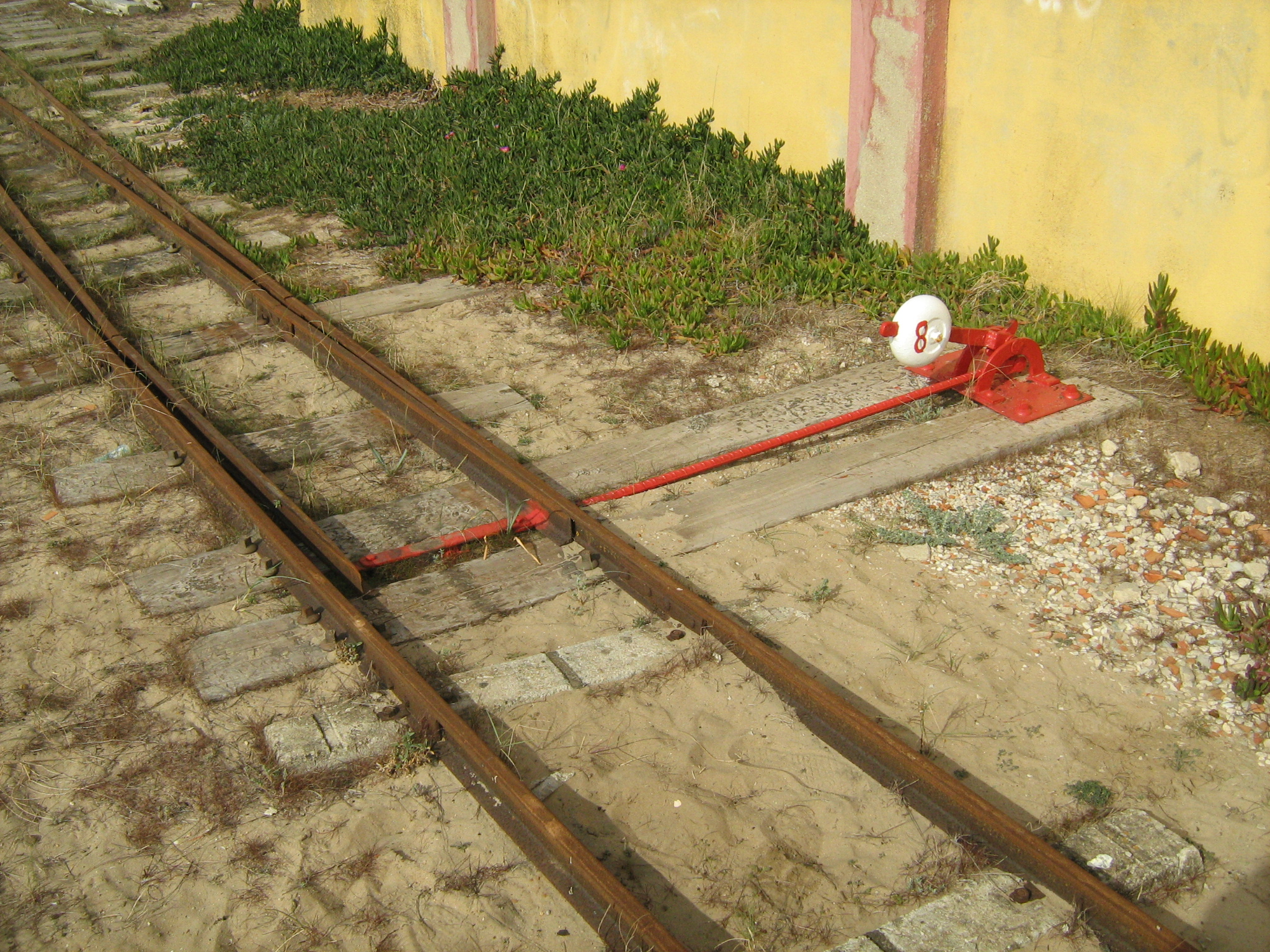
Aparelho de mudança de via na Foz do Rego
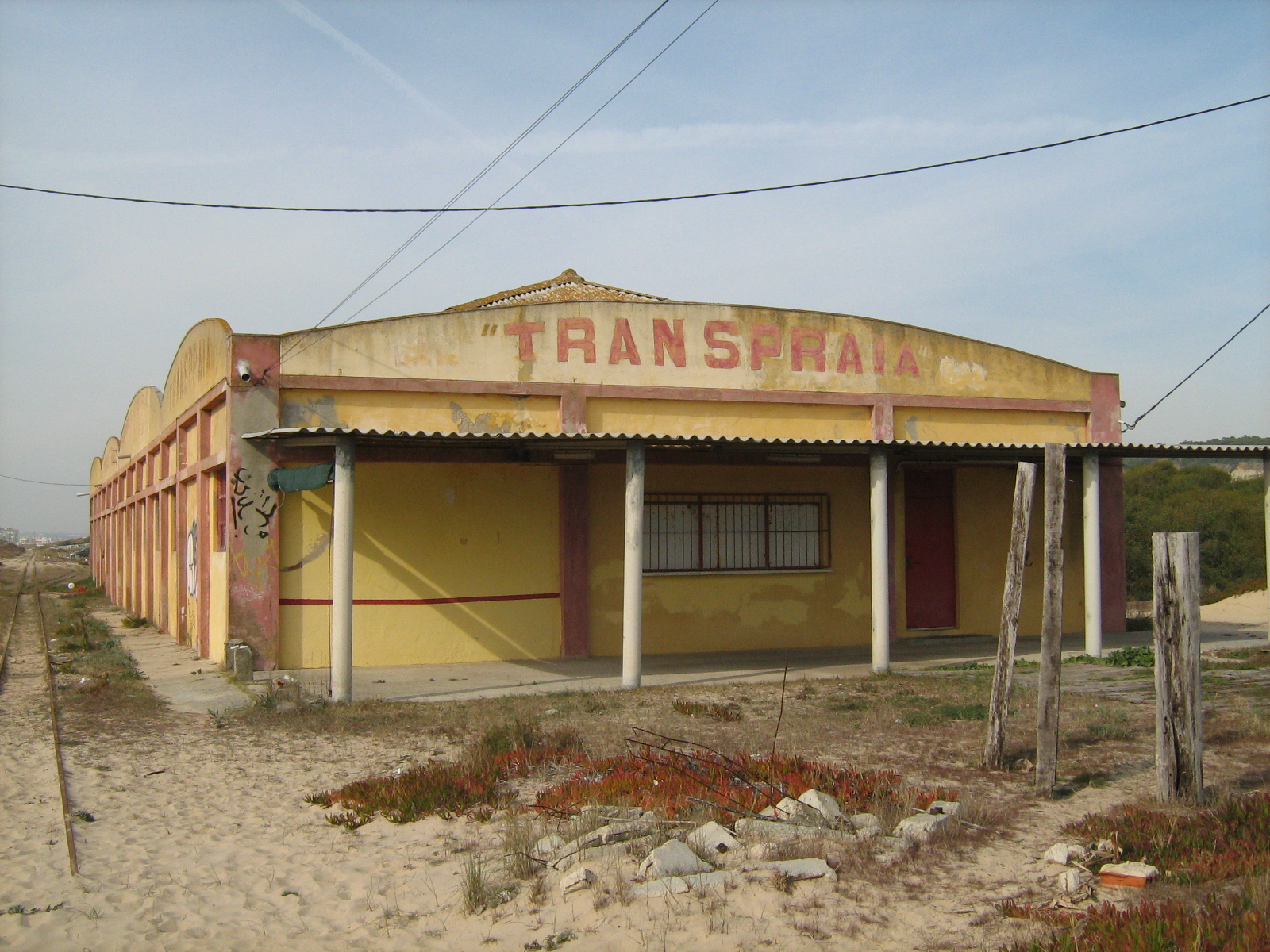
Depósito do Transpraia, Foz do Rego
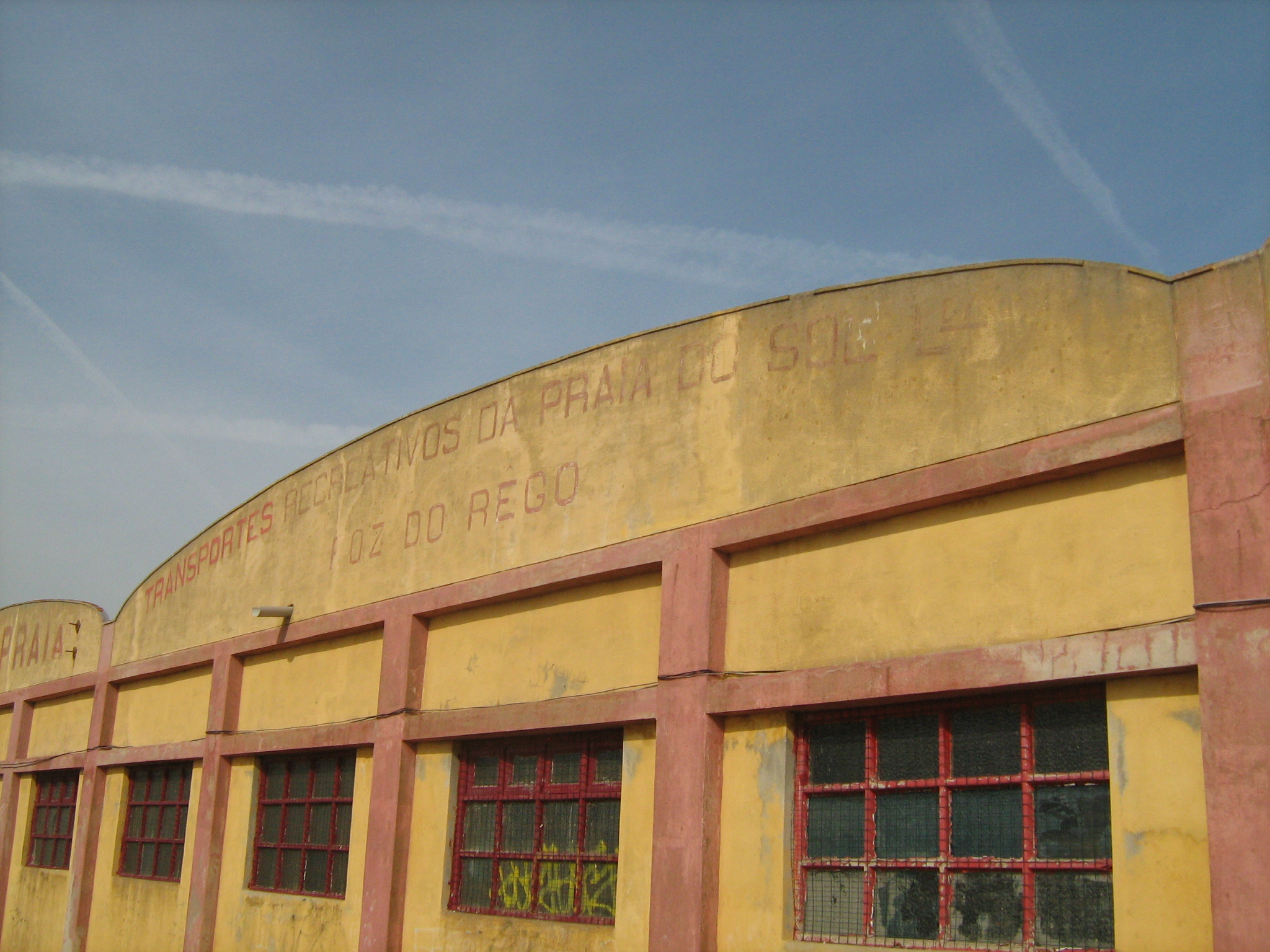
Depósito do Transpraia, Foz do Rego